# Berlim (série)
Berlim é uma série de TV espanhola criada por Álex Pina e Esther Martínez Lobato para a Netflix. A série serve como uma prequela de La casa de papel, focando na vida de Andrés de Fonollosa, também conhecido como "Berlim", antes dos acontecimentos das temporadas 1 e 2 da série original. A primeira temporada da série estreou na Netflix em 29 de dezembro de 2023 e consiste em oito episódios.
Em 19 de fevereiro de 2024, a série foi renovada para uma segunda temporada.

## Premissa
Muitos anos antes dos acontecimentos de La Casa de Papel, Berlim fez outro assalto, roubando 44 milhões de euros em jóias e incriminando quem forneceu a segurança para isso. Nessa época, ele era o líder de uma gangue criminosa formada por, Keila (Michelle Jenner), Damián (Tristán Ulloa), Cameron (Begoña Vargas), Bruce (Joel Sánchez) e Roi (Julio Peña Fernández). A série se passa principalmente em Paris. As coisas se complicam quando, ao espionar a vítima a ser incriminada, ele se apaixona por sua esposa.

## Elenco

### Principal
- Pedro Alonso como Andrés de Fonollosa ou "Berlim"[9]
- Samantha Siqueiros como Camille[9]
- Tristán Ulloa como Damián[9]
- Michelle Jenner como Keila[9]
- Begoña Vargas como Cameron[9]
- Julio Peña Fernández como Roi[9]
- Joel Sánchez como Bruce[9]
- Maria Isabel "Masi" Rodríguez como Susi[9]

### Secundário
- Itziar Ituño como Raquel Murillo[10]
- Najwa Nimri como Alicia Sierra Montes[10]
- Miko Jarry como Oliver
- Martín Aslan como Alain[9]

## Episódios
| N.º | Título                                 | Dirigido por                                | Escrito por                                                                     | Lançamento       |
| --- | -------------------------------------- | ------------------------------------------- | ------------------------------------------------------------------------------- | ---------------- |
| 1   | "The Energy of Love"                   | Albert Pintó David Barrocal Geoffrey Cowper | Álex Pina Esther Martínez Lobato David Barrocal David Oliva                     | 29 dezembro 2023 |
| 2   | "Anchor and Lobo"                      | Albert Pintó David Barrocal Geoffrey Cowper | Álex Pina Esther Martínez Lobato David Barrocal David Oliva                     | 29 dezembro 2023 |
| 3   | "Full House of Embryos"                | David Barrocal Albert Pintó Geoffrey Cowper | Álex Pina Esther Martínez Lobato David Barrocal David Oliva                     | 29 dezembro 2023 |
| 4   | "An Aquarium on Your Back"             | Geoffrey Cowper Albert Pintó David Barrocal | Álex Pina Esther Martínez Lobato David Barrocal David Oliva                     | 29 dezembro 2023 |
| 5   | "After Love"                           | Albert Pintó David Barrocal Geoffrey Cowper | Álex Pina Esther Martínez Lobato David Barrocal David Oliva Lorena G. Maldonado | 29 dezembro 2023 |
| 6   | "Night of the Lemons"                  | David Barrocal Albert Pintó Geoffrey Cowper | Álex Pina Esther Martínez Lobato David Oliva Lorena G. Maldonado Luis Garrido   | 29 dezembro 2023 |
| 7   | "The Last Virgin in the Western World" | David Barrocal Albert Pintó Geoffrey Cowper | Álex Pina Esther Martínez Lobato David Oliva Lorena G. Maldonado Luis Garrido   | 29 dezembro 2023 |
| 8   | "An Endangered Elephant"               | Albert Pintó David Barrocal Geoffrey Cowper | Álex Pina Esther Martínez Lobato David Oliva Lorena G. Maldonado Luis Garrido   | 29 dezembro 2023 |

## Produção
No final de novembro de 2021, poucos dias antes do lançamento do segundo volume da quinta parte de La Casa de Papel, a Netflix anunciou que estava desenvolvendo uma série spin-off, Berlin, para um lançamento provisório em 2023, com Pedro Alonso esperado para reprisar papel homônimo da série original. Em 28 de setembro de 2022, Michelle Jenner, Begoña Vargas, Tristán Ulloa, Julio Peña Fernández e Joel Sánchez foram escalados para coestrelar ao lado de Alonso. Em março de 2023, foi anunciado que Itziar Ituño e Najwa Nimri também reprisariam seus papéis como Raquel Murillo e Alicia Sierra de La Casa de Papel. As filmagens começaram em outubro de 2022 em Paris, França, e continuaram em Madrid, Espanha.
Os criadores Alex Pina e Esther Martínez Lobato queriam fazer algo "mais leve" depois de seus projetos anteriores. Em comparação com sua série principal, La Casa de Papel, Berlim tem tons mais cômicos e empregou mais atores e locações. A série foi filmada em uma tela mais ampla na proporção de 2:1 para dar aos personagens "uma experiência mais cênica de seu entorno".
No inicio de 2024, a série foi renovada para uma segunda temporada, a filmagem começaram a ser gravadas em 23 de janeiro de 2025.

## Recepção critica
Noel Murray, de Daily Beast, sentiu que o enredo e os novos personagens não se comparavam ao La Casa de Papel original.